# Fekete földitök
A fekete földitök (Bryonia alba) a tökfélék családjába tartozó, Közép- és Dél-Európában honos évelő kúszónövény. Mérgező. Egyén elnevezései: fekete gönye, büdös gönye, kúszó répa.

## Megjelenése
A fekete földitök évelő egylaki kúszónövény. Barnássárga, vaskos (akár 2-3 kg-os is lehet) gyökértörzse répaszerűen megvastagodott, többfejű; belül sárgásfehér, nyálkás, kellemetlen szagú és ízű. Szára 2-4 méter hosszúra is megnő, elágazó, levélkacsokkal felkapaszkodó. Szórt állású, 5-8 cm széles, ötkaréjos levelei érdesen szőrösek. A levél karéjai egyenlőtlenül öblösek, hegyesen fogasak. 
Május-júniusban virágzik. Virágzata a levelek hónaljából eredő sátorozó fürt. A virágok váltivarúak, de egy növényen mind porzós, mind termős virágok megtalálhatóak. A porzós virágok zöldesfehérek, kocsányuk hosszú. A harangszerű termős virágok valamivel kisebbek (kb. 1cm-esek).
Termése fekete (soha nem piros), gömbölyű, borsónyi bogyó, amelyben 4-6 lapított, tojásdad mag található.    

## Elterjedése és termőhelye
Európában (annak nyugati, délnyugati része kivételével), valamint Nyugat-Ázsiában (Iránig) honos. Észak-Amerikába behurcolták. Magyarországon gyakori. 
Cserjésekben, erdőszélen, parlagokon található; bokrokra, sövényekre, kerítésekre kapaszkodik. 

## Jelentősége
Gyökértörzse, szára és termése egyaránt tartalmaz bőrirritáló, hashajtó brionidint, az idegrendszert bénító brionint (mindkettő glikozid), briresin gyantát, kevés illóolajat, cseranyagot és alkaloidákat. Ízük keserű és csípős, szaguk frissen kellemetlen. A száraz növény is mérgező. A bogyóban likopin festékanyag, a magban szaponin is található.
Ha a legelő állatok elfogyasztják, a mérgezés tünetei hányás, véres, híg hasmenés, gyakori vizelés, láz, görcsök, súlyos esetben a légzésbénulás pusztuláshoz vezethet. A vemhes állatok elvetélhetnek. Bőrrel érintkezve gyulladást, hólyagosodást indukál. Az ember esetében felnőtteknél 30-40, gyerekeknél 15-20 bogyó elfogyasztása halálos lehet. 
Gyógynövényként kellemetlen mellékhatásai miatt emberek esetében csak külsőleg alkalmazzák reuma és ízületi bántalmak ellen. Állatoknál hashajtóként és vizelethajtóként használják.  

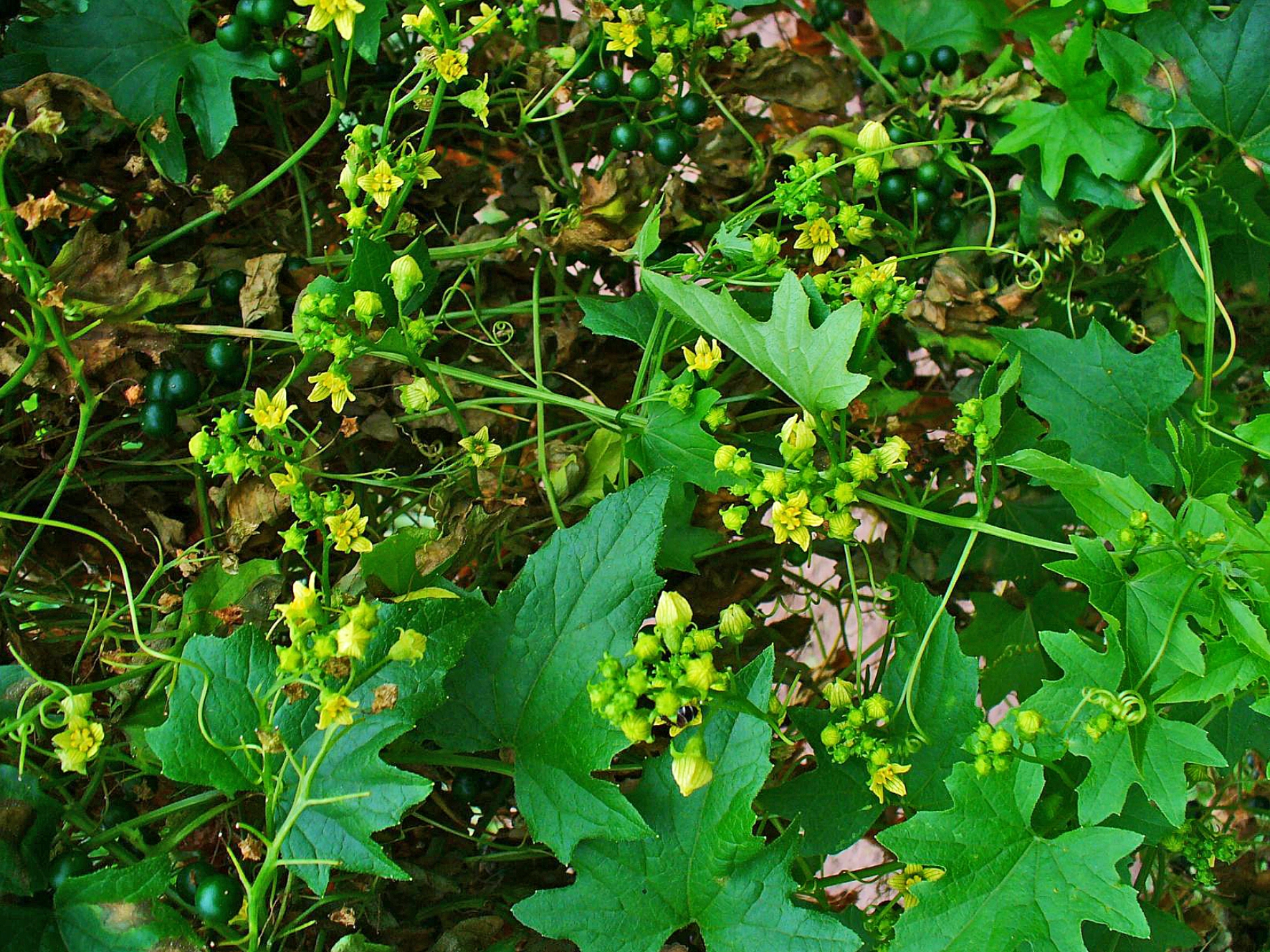
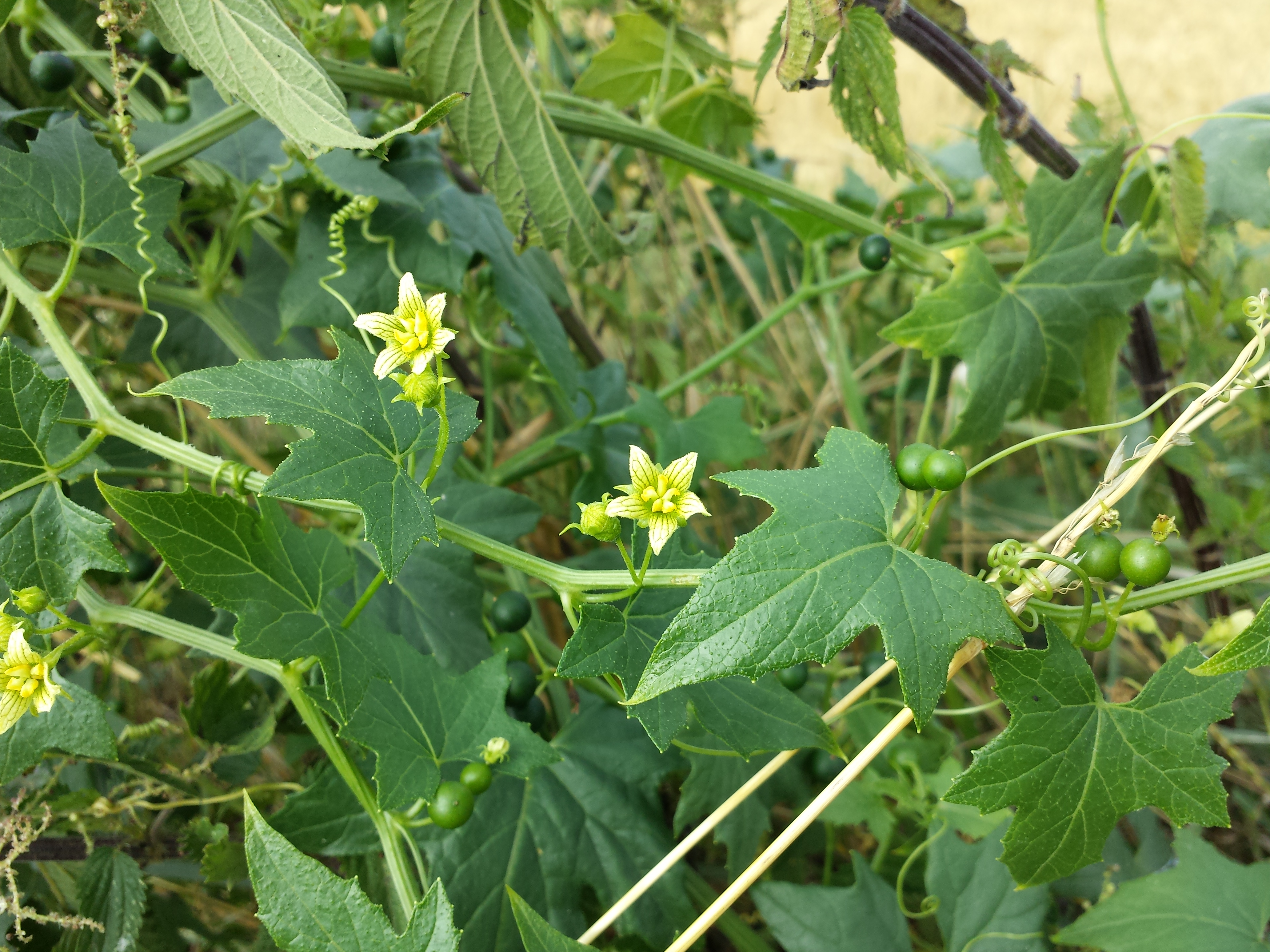
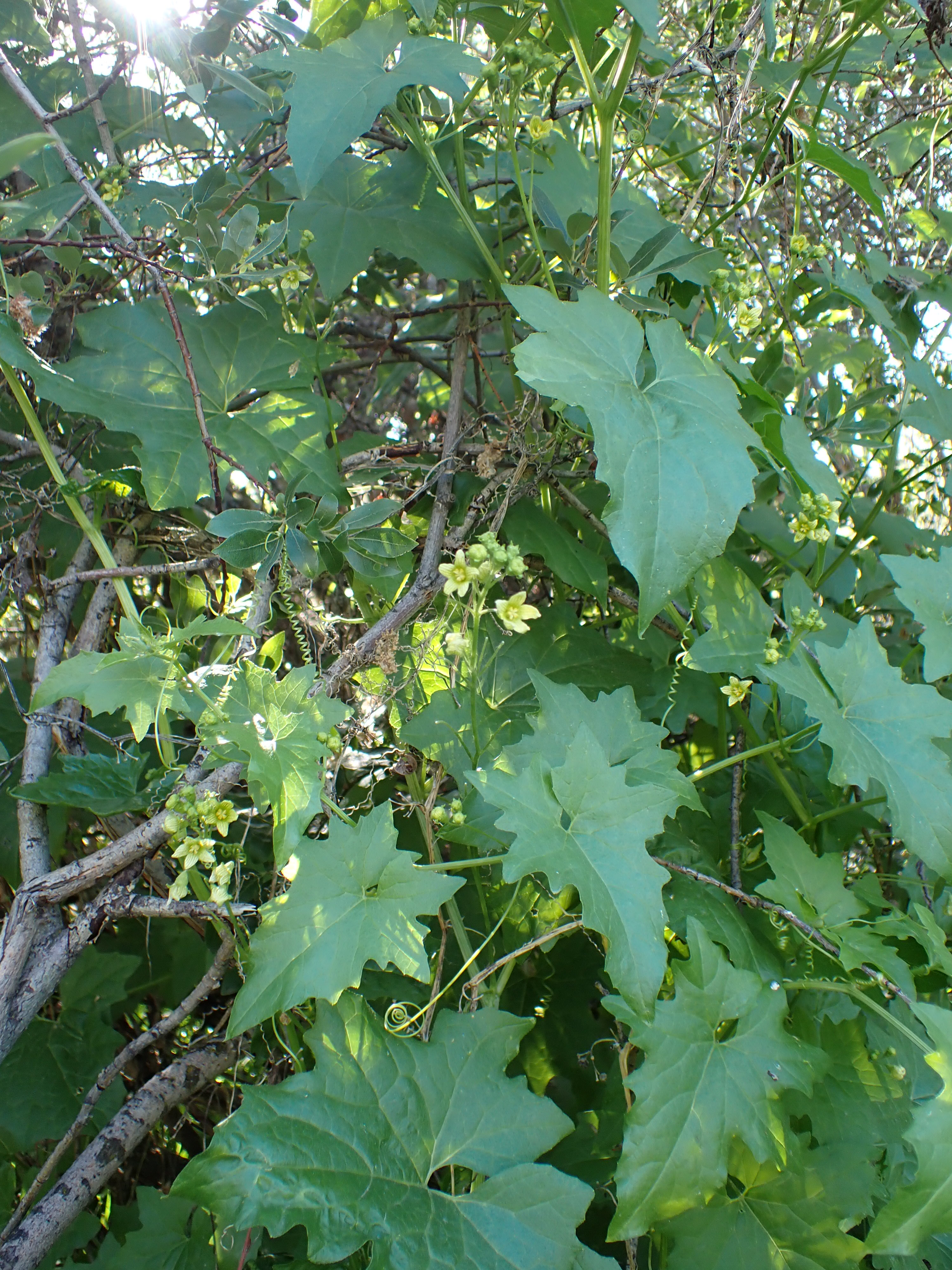
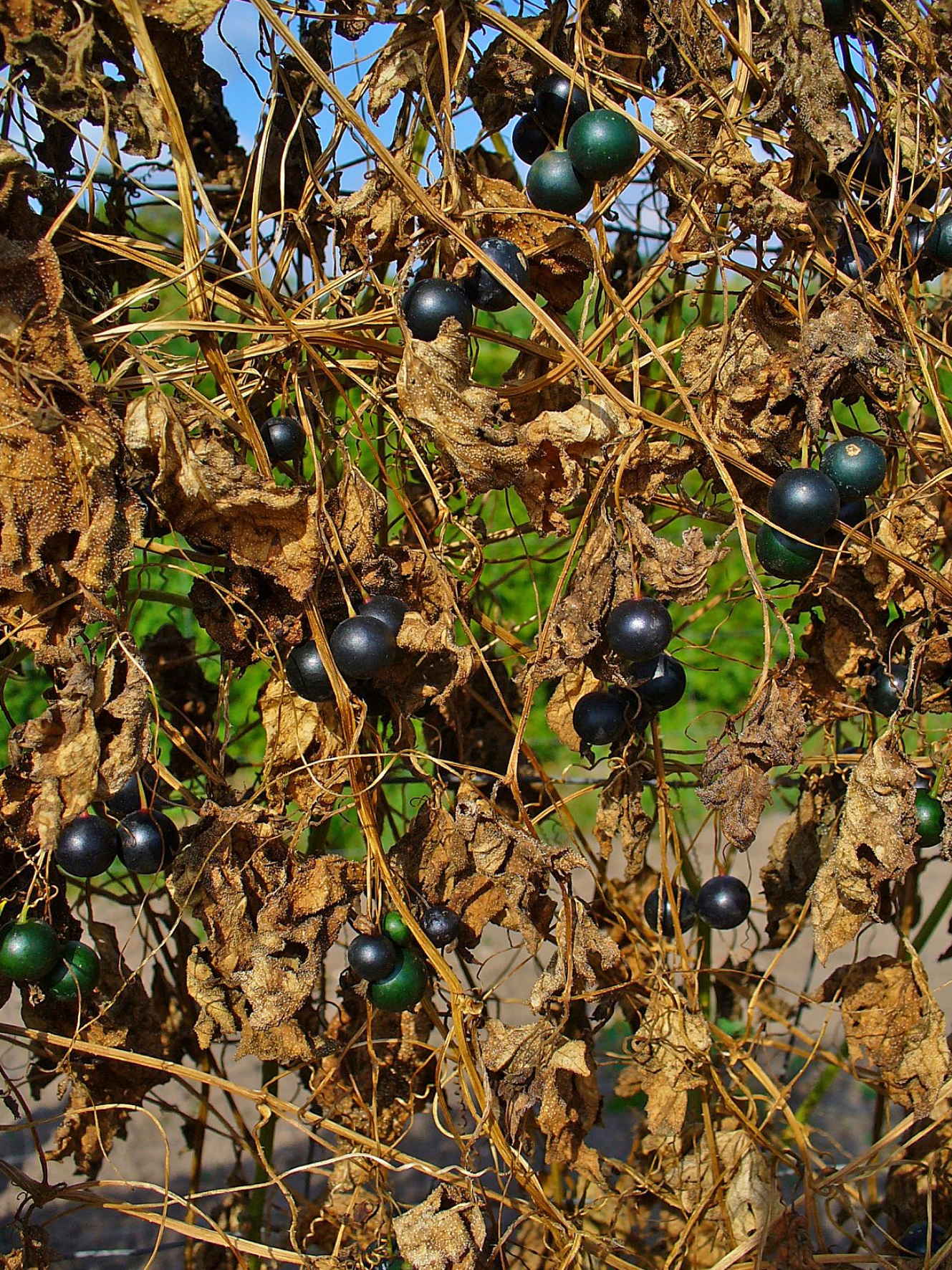
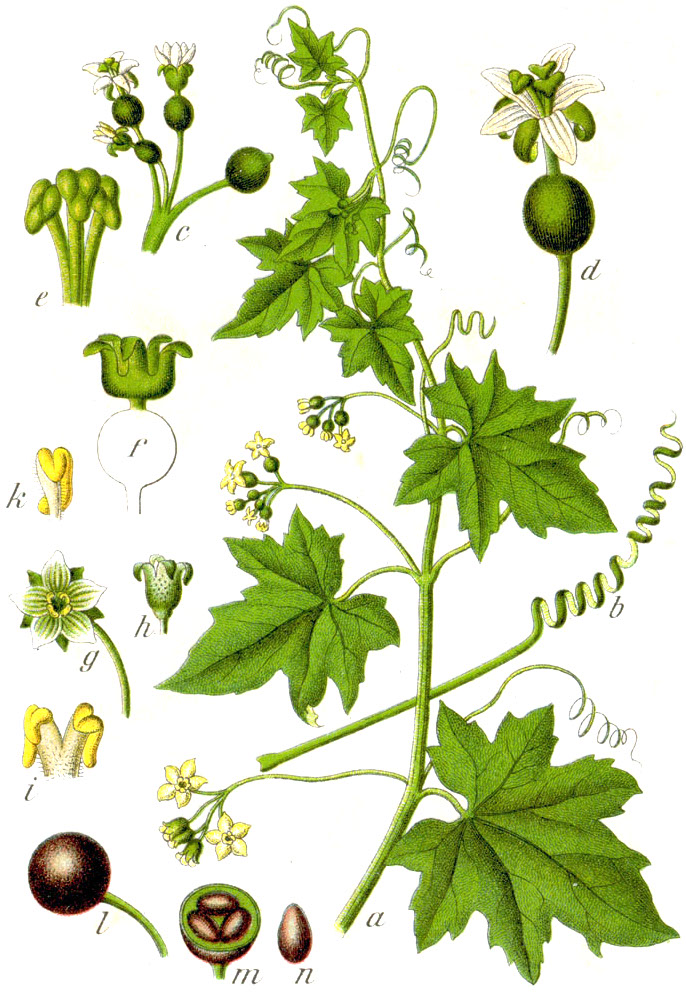